# Käru
Käru (deutsch: Kerro) war eine Landgemeinde im estnischen Kreis Rapla mit einer Fläche von 214,91 km². Sie hatte 676 Einwohner (1. Januar 2009).
Der Ort wurde 1435 erstmals urkundlich erwähnt. Neben dem Hauptort Käru gehörten zur Landgemeinde die Dörfer Jõeküla, Kullimaa, Kõdu, Kädva, Kändliku, Lauri, Lungu und Sonni.
Das ursprüngliche Gutshaus von Käru wurde 1632 errichtet, ein neues Gutshaus Anfang des 19. Jahrhunderts. Dort lebte seit 1857 Karl von Ditmar (1822–1892), einer der wichtigsten Erforscher Kamtschatkas. Das Gutshaus wurde während der Russischen Revolution am 17. Dezember 1905 von Aufständischen niedergebrannt. Das später wiederaufgebaute Gebäude wird heute als Schule genutzt.